# Рехбергхаузен
Рехбергхаузен (нем. Rechberghausen) — община в Германии, в земле Баден-Вюртемберг. 
Подчиняется административному округу Штутгарт. Входит в состав района Гёппинген.  Население составляет 5366 человек (на 31 декабря 2010 года). Занимает площадь 6,40 км².

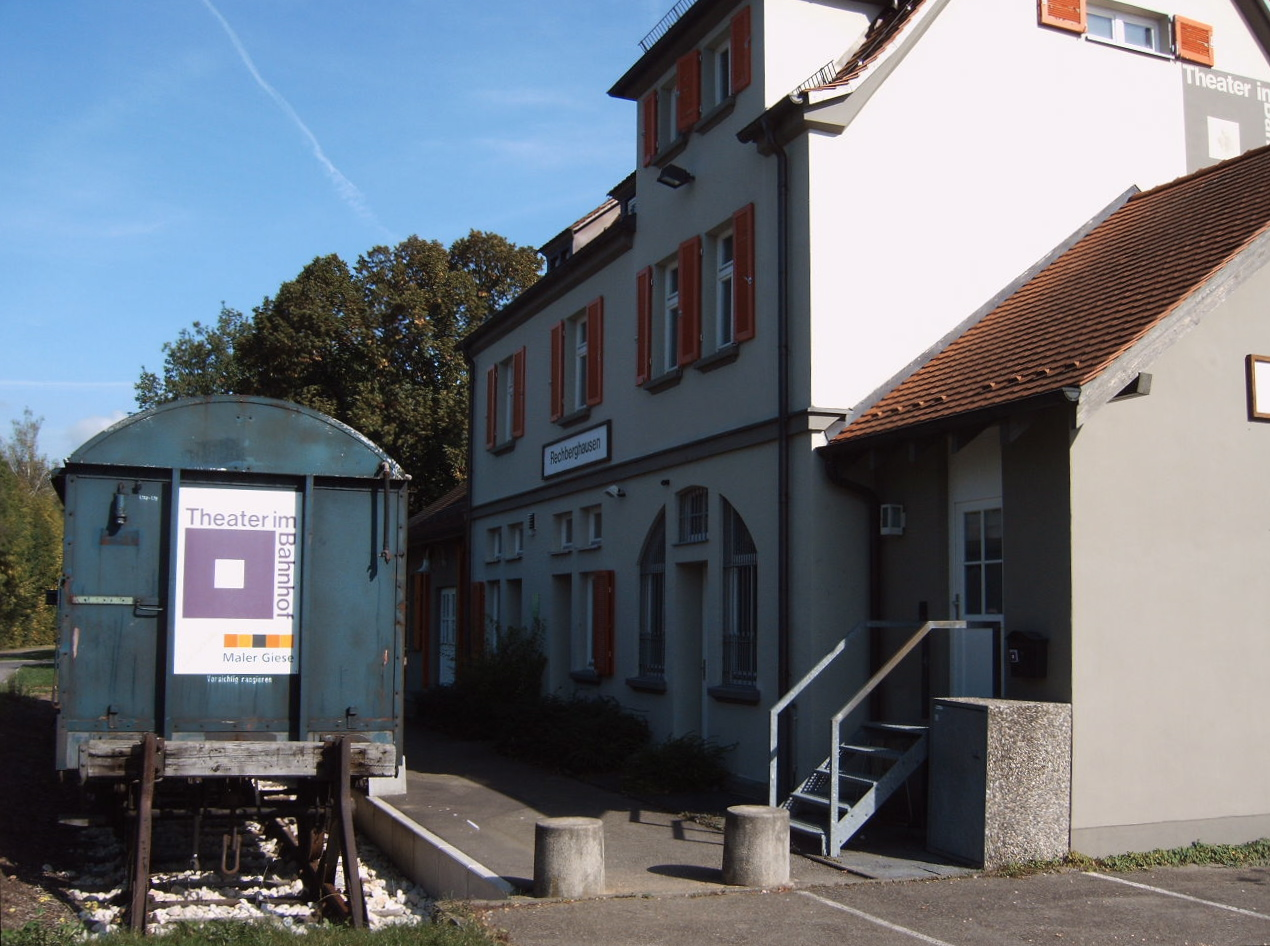
Вокзал

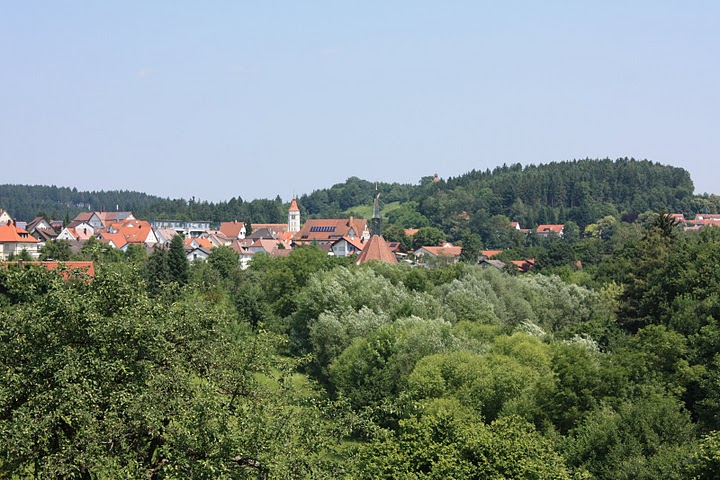
Рехбергхаузен